# Elsa Benítez
Elsa Benítez (Hermosillo, 8 de dezembro de 1977) é uma modelo mexicana.
Benítez começou a modelar depois de ganhar um concurso internacional do modelos na Costa Rica em 1995. Linda Evangelista era seu ídolo desde pequena. 
Benítez ilustrou duas vezes (2001 e 2006) a capa da revista norte-americana Sports Illustrated Swimsuit Issue. 
- Estatura: 1,80 m
- Peso: 56 kg
- Medidas: 91-61-89 cm
- Talha de vestido: 8 (US); 38 (EU)
- Talha de calçado: 7 (US); 39 (EU)
- Olhos: marrons
- Cabelo: castanho
- Etnia: crioula mexicana